# Ameiva auberi
Ameiva auberi là một loài thằn lằn trong họ Teiidae. Loài này được Cocteau mô tả khoa học đầu tiên năm 1838.

## Hình ảnh

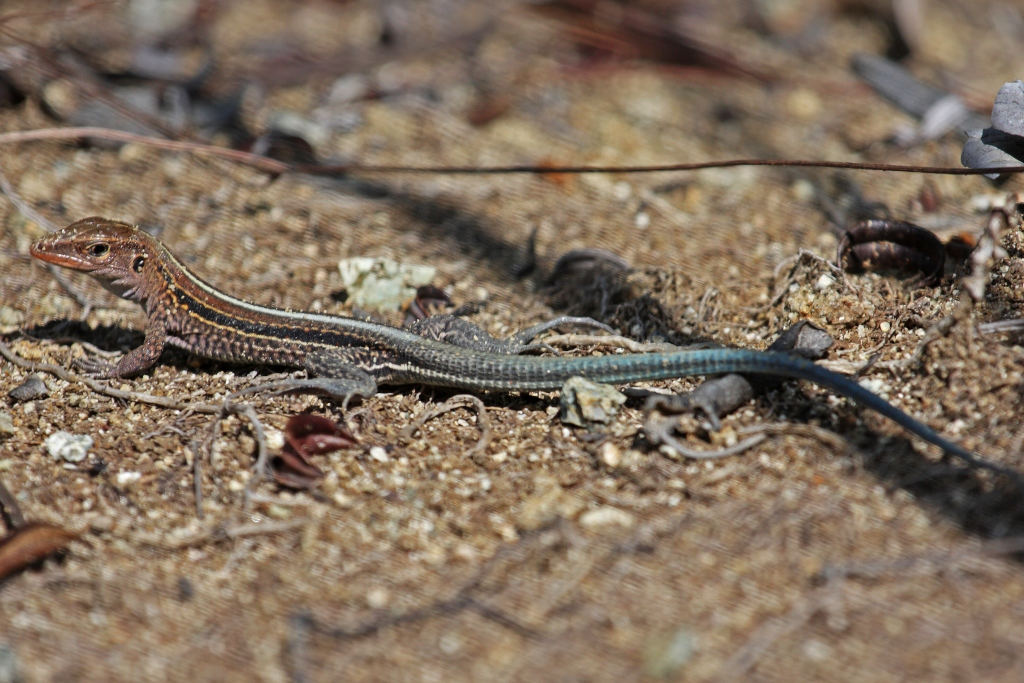
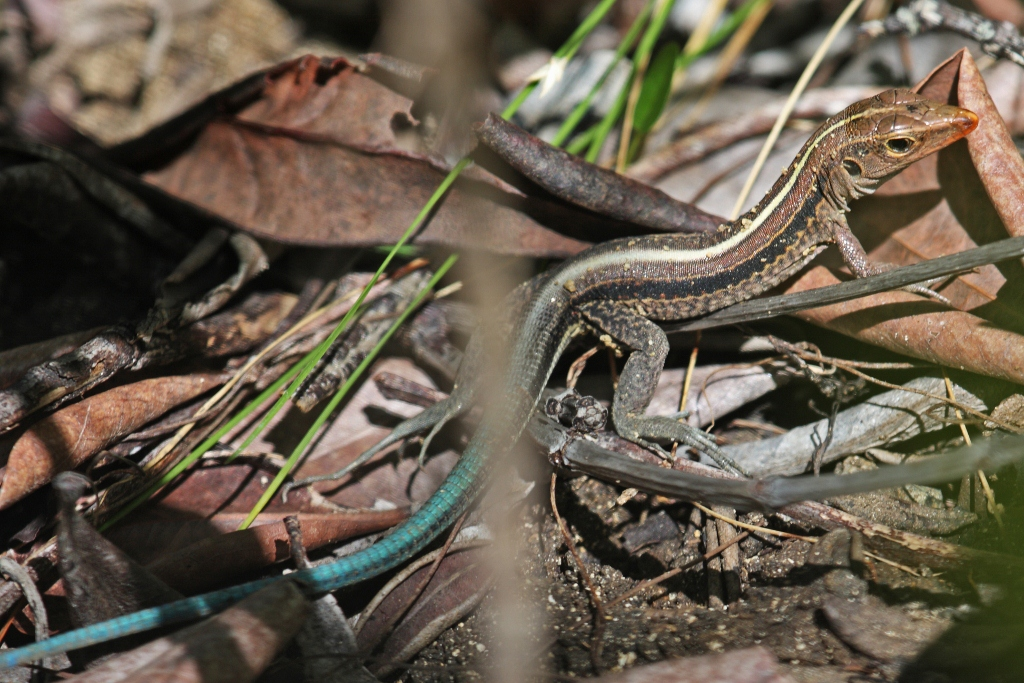
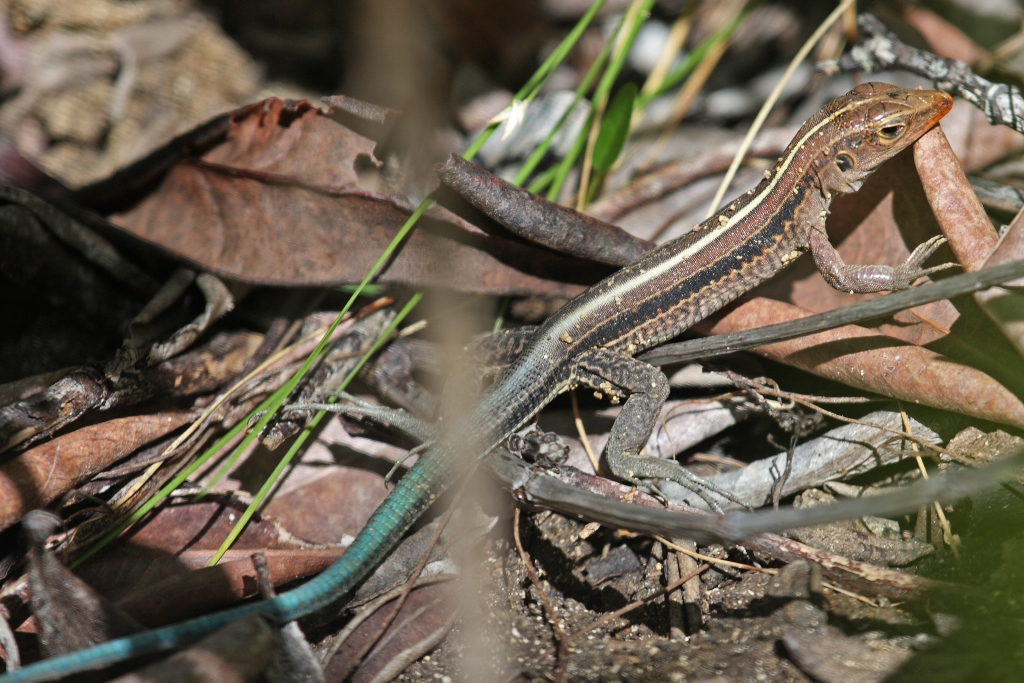